# Tondisaar
Tondisaar est une île d'Estonie dans le lac Võrtsjärv.

## Géographie
Elle appartient à la commune de Tarvastu et est un lieu de nidification de sternes pierregarins, de mouettes rieuses, de goélands cendrés, de goélands argentés et de fuligules morillons, parmi d'autres espèces. C'est aussi depuis le milieu des années 1990 le seul endroit à l'intétrieur des terres de nidification des cormorans. 

## Voir aussi

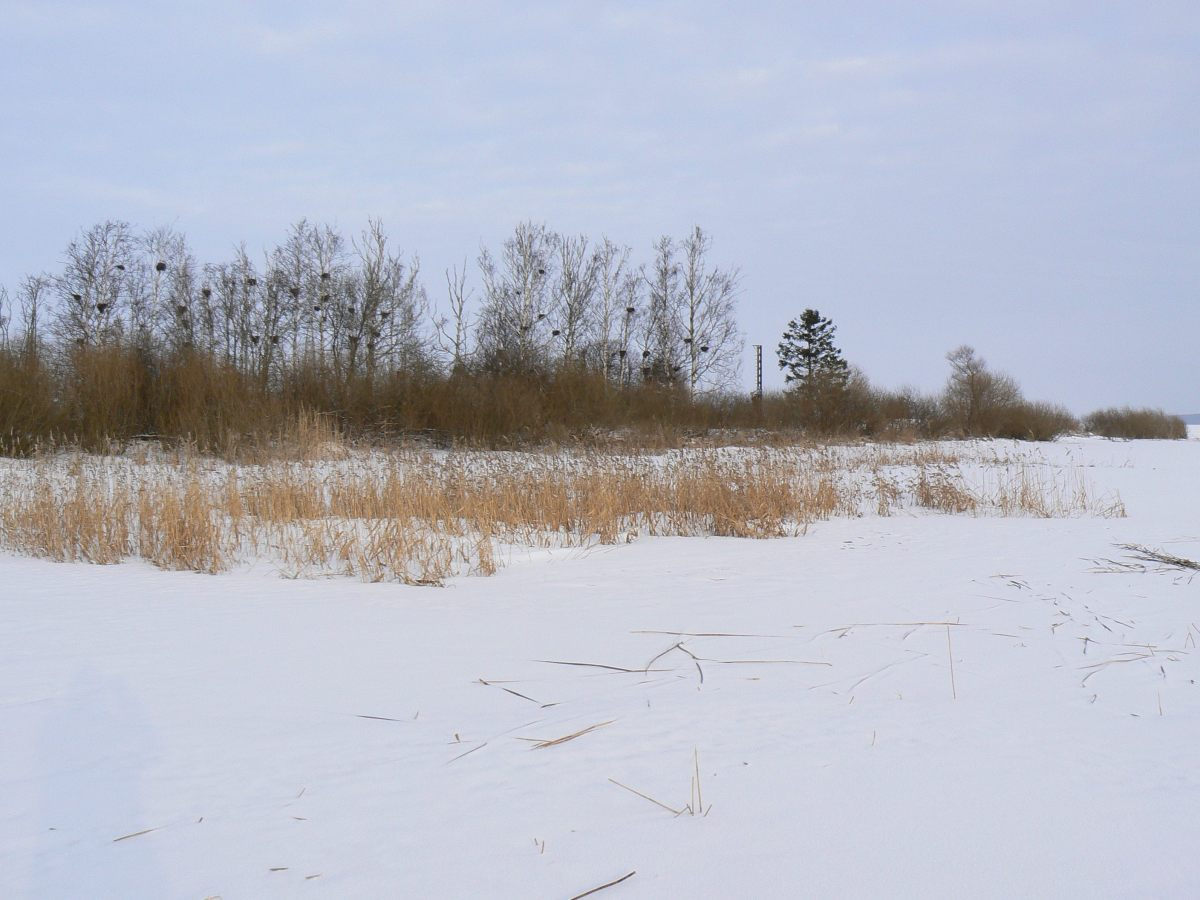
Vue du Sud de Tondisaar